# Premio Hankook Ilbo
El premio Hankook Ilbo de literatura (한국일보문학상) es un premio literario de Corea del Sur. Es uno de los premios literarios más prestigiosos de Corea del Sur, establecido en 1968 por el periódico Hankook Ilbo. Se otorga anualmente a una obra literaria publicada durante el año.

## Ganadores
| Edición | Autor (Hanguel) | Autor (Inglés)            | Título (Hanguel)                                      | Título (Inglés)                        |
| ------- | --------------- | ------------------------- | ----------------------------------------------------- | -------------------------------------- |
| 1968    | 한말숙          | Han Malsook               | 《신과의 약속》                                       | A Promise with God                     |
| 1969    | 방영웅          | Bang Young-ung            | 《달》                                                | The Moon                               |
| 1970    | 오유권          | Oh Yu-kwon                | 《일가의 몰락》                                       |                                        |
| 1971    | 강용준          | Kang Yong-jun             | 《광인일기》                                          |                                        |
| 1972    | 이문구          | Lee Mun Ku                | 《장한몽》                                            | The Dream of Everlasting Sorrow        |
| 1973    | 신상웅          | Shin Sang ung             | 《심야의 정담》                                       |                                        |
| 1974    | 정을병          | Chung Uel-Byoung          | 《병든 지구》                                         |                                        |
| 1975    | 이청준          | Yi Chong-jun              | 《이어도》                                            |                                        |
| 1976    | 유현종          | Yoo Hyeon-jong            | 《들불》                                              |                                        |
| 1977    | 이병주          | Lee Byeong-ju             | 《망명의 늪》                                         |                                        |
| 1978    | 김문수          | Kim Moon-soo              | 《육아》                                              | Childcare                              |
| 1979    | 김원일          | Kim Won-il                | 《도요새에 관한 명상》                                |                                        |
| 1980    | 이동하          | Lee Dong-ha               | 《굶주린 혼》                                         | Fatigue Soul                           |
| 1981    | 최일남          | Choi Il-nam               | 《홰치는 소리》 《세 고향》                           |                                        |
| 1982    | 윤흥길          | Yun Heunggil              | 《꿈꾸는 자의 나성》                                  | A Dreamer's Fortress                   |
| 1983    | 김원우          | Kim Wonu                  | 《불면수심》                                          |                                        |
| 1984    | 임철우          | Lim Chulwoo               | 《아버지의 땅》                                       | My Father's Land                       |
| 1985    | 윤후명          | Yun Humyong               | 《섬》                                                | Island                                 |
| 1986    | 서정인          | Seo Jeong-in              | 《달궁》                                              | The Moon Bow                           |
| 1987    | 이제하          | Lee Ze-ha                 | 《광화사》                                            | The Temple of a Mad Painter            |
| 1988    | 박태순          | Park Taesun               | 《밤길의 사람들》                                     |                                        |
| 1989    | 이인성          | Lee Insung                | 《한없이 낮은 숨결》                                  |                                        |
| 1990    | 김영현          | Kim Young-hyun            | 《저 깊푸른 강》                                      |                                        |
| 1991    | 하창수          | Ha Changsu                | 《돌아서지 않는 사람들》                              |                                        |
| 1992    | 이창동          | Lee Chang-dong            | 《녹천에는 똥이 많다》                                |                                        |
| 1993    | 신경숙          | Shin Kyung-sook           | 《풍금이 있던 자리》                                  | The Place Where the Harmonium Once Was |
| 1994    | 구효서          | Gu Hyo-seo                | 《깡통따개가 없는 마을》                              | Village Without a Can Opener           |
| 1995    | 김인숙          | Kim Insuk                 | 《먼 길》                                             | The Long Road                          |
| 1996    | 전경린          | Jon Kyongnin              | 《염소를 모는 여자》                                  | A Woman Driving a Goat                 |
| 1997    | 성석제 / 윤영수 | Sung Sukje / Yoon Youngsu | 《유랑》/ 《착한 사람 문성현》                        |                                        |
| 1998    | 이혜경          | Lee Hye-kyung             | 《그 집 앞》                                          |                                        |
| 1999    | 현기영          | Hyun Ki-young             | 《지상의 숟가락 하나》                                | One Spoon on This Earth                |
| 2000    | 하성란          | Ha Seong-nan              | 《기쁘다 구주 오셨네》                                | Joy to the World                       |
| 2001    | 오수연          | Oh Soo-yeon (novelist)    | 《땅위의 영광》                                       |                                        |
| 2002    | 은희경          | Eun Heekyung              | 《누가 꽃피는 봄날 리기다 소나무 숲에 덫을 놓았을까》 |                                        |
| 2003    | 배수아          | Bae Suah                  | 《일요일 스키야키 식당》                              | Sunday at the Sukiyaki Restaurant      |
| 2004    | 김경욱          | Kim Kyung-uk              | 《장국영이 죽었다고?》                                | Leslie Chung is Dead?                  |
| 2005    | 김애란          | Kim Aeran                 | 《달려라 아비》                                       | Run, Daddy, Run                        |
| 2006    | 강영숙          | Kang Young-sook           | 《리나》                                              | Rina                                   |
| 2007    | 편혜영          | Pyun Hye-young            | 《사육장 쪽으로》                                     | To the Kennels                         |
| 2008    | 김태용          | Kim Taeyong (writer)      | 《풀밭 위의 돼지》                                    | The Pig on the Grass                   |
| 2009    | 한유주          | Han Yujoo                 | 《막》                                                |                                        |
| 2010    | 황정은          | Hwang Jung-eun            | 《백의 그림자》                                       | One hundred Shadows                    |
| 2011    | 최제훈          | Choi Jae-hoon             | 《일곱 개의 고양이 눈》                               | Seven Cat Eyes                         |
| 2012    | 권여선          | Kwon Yeo-sun              | 《레가토》                                            |                                        |
| 2013    | 손보미          | Son Bo-mi                 | 《산책》                                              |                                        |
| 2014    | 이기호          | Lee Ki-ho                 | 《차남들의 세계사》                                   |                                        |
| 2015    | 전성태          | Jeon Sungtae              | 《두번째 자화상》                                     |                                        |
| 2016    | 윤성희          | Yoon Sung-hee             | 《베개를 베다》                                       |                                        |
| 2017    | 정세랑          | Chung Serang              | 《피프티피플》                                        | Fifty People                           |
| 2018    | 최은영          |                           | 《내게 무해한 사람》                                  |                                        |